# Chakaria Sundarbans
Die Chakaria Sundarbans waren ein Mangrovenwald im Distrikt Cox’s Bazar der Division Chittagong, im äußersten Südosten von Bangladesch, der durch menschliche Eingriffe am Ende des 20. Jahrhunderts zerstört wurde. Ihre ursprüngliche Fläche umfasste etwa 182 Quadratkilometer. Die Chakaria Sundarbans waren nicht Teil des Weltnaturerbes Sundarbans an der südwestlichen Küste von Bangladesch und im indischen Bundesstaat Westbengalen. Sundarban bedeutet in der bengalischen Sprache wörtlich schöner Wald.

## Mangroven in Bangladesch
Die Mangrovenlandschaft Bangladeschs ist dreigeteilt. Im Südwesten befinden sich etwa 5700 Quadratkilometer natürlichen Mangrovenwalds, die zusammen mit weiteren 4000 Quadratkilometern Mangrovenwald im indischen Bundesstaat Westbengalen die Sundarbans als größten zusammenhängenden Mangrovenwald der Welt bilden. Das im indischen Teil als Sundarbans-Nationalpark ausgewiesene Naturschutzgebiet wurde 1987 von der UNESCO zum Weltnaturerbe erklärt. Die im bangladeschischen Teil ausgewiesenen Wildschutzgebiete wurden 1997 ebenfalls Weltnaturerbe. Der Schutz der Mangrovenwälder hat in Bangladesch eine mehr als 125 Jahre zurückreichende Tradition. Mangroven sind in einem Land, das zum großen Teil nur wenige Meter über dem Meeresspiegel liegt, ein unverzichtbares Element im Küstenschutz, sie mindern die durch Tsunamis und Zyklone verursachten Schäden und stabilisieren die Küstenlinie. Das zweite bedeutende Mangrovengebiet des Landes sind die im Bereich der Mündung der Meghna und auf der Küste vorgelagerten Inseln angepflanzten Plantagen. Diese beiden Mangrovensysteme liegen an einer etwa 380 Kilometer langen Küstenlinie, die durch das Wasser des Flusssystems Ganges-Brahmaputra-Meghna und die mitgeführten Sedimente geprägt ist. An der 274 Kilometer langen Küstenlinie der Division Chittagong, mit den Distrikten Chittagong und Cox’s Bazar, befinden sich abseits der Badestrände und der Bebauung stark beeinträchtigte Reste von Mangrovenwäldern. Zu ihnen gehören die Chakaria Sundarbans in der Nähe der Stadt Cox’s Bazar.
Die Mangroven Bangladeschs sind nicht nur wegen ihrer Größe, sondern auch wegen ihrer Biodiversität einzigartig. In ihnen lebt die Hälfte der Mangrovenarten des Indopazifik oder 41 Prozent der weltweit bekannten Mangrovenarten. Die Sundarbans der Südwestküste und Indiens gehören zu den wenigen Mangrovenwäldern der Welt, in denen große Säugetiere leben. Dazu gehören Bengaltiger und indische Elefanten.

## Lage, Geografie und Geologie

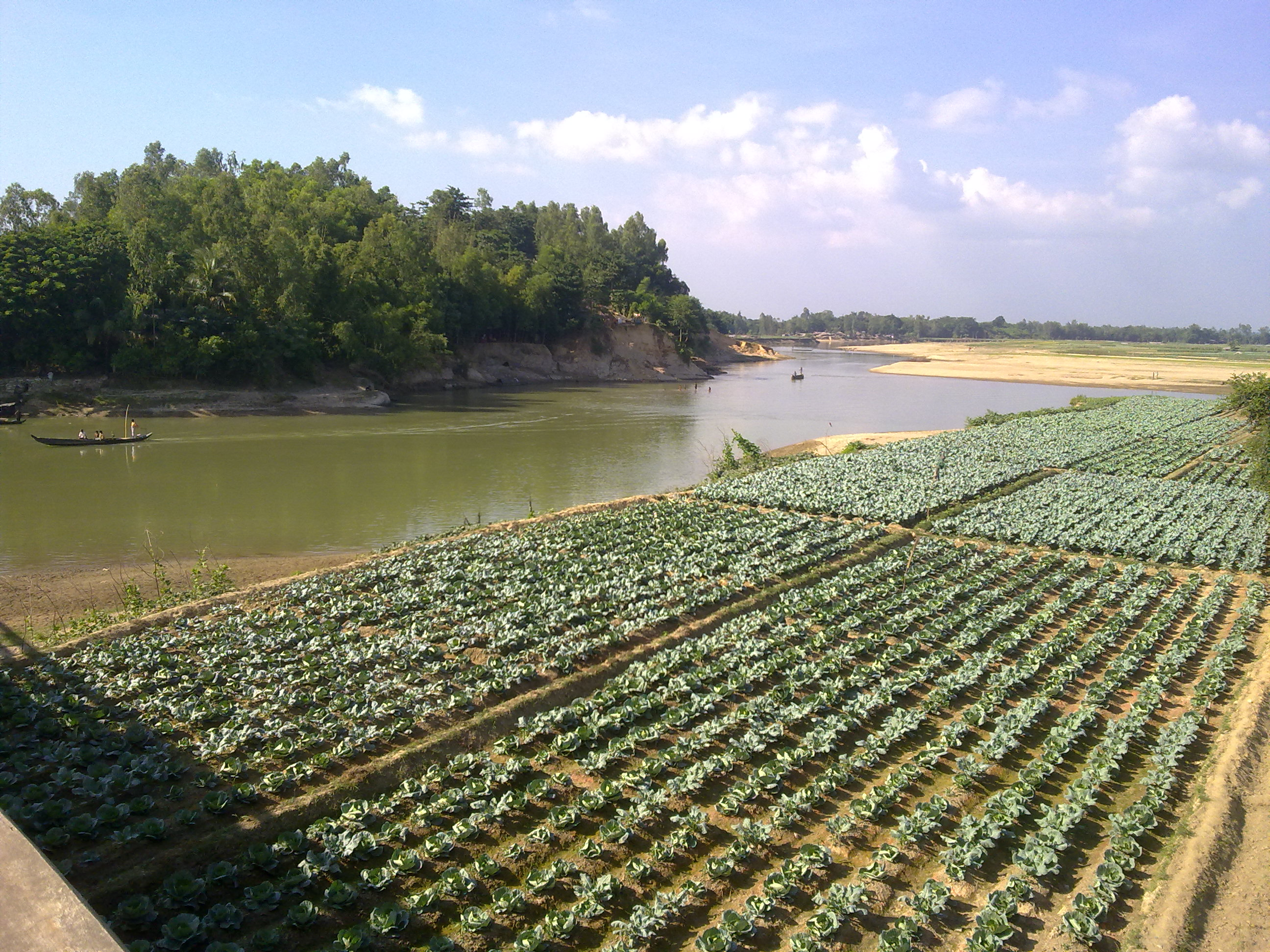
Unterlauf des Matamuhori

Die Chakaria Sundarbans befinden sich im ehemaligen Mündungsdelta des Matamuhori und einiger kleinerer Flüsse im Distrikt Cox’s Bazar der Division Chittagong. Sie waren historisch eine Vielzahl von Inseln, die durch Flussarme und Priele voneinander getrennt und mit Gräsern und Mangroven bewachsen waren. Anders als die Mündung des Ganges-Brahmaputra-Meghna-Systems reicht dieses Delta nicht bis zum Golf von Bengalen, sondern ist von der Küste und dem Tidenhub durch eine eiszeitliche Hügelkette isoliert. Es herrscht ein tropisches Regenwaldklima, das im Vergleich zu den Sundarbans im Südwesten mit jährlich 3500 Millimeter noch deutlich höhere Niederschlagsmengen liefert. Dabei fallen 80 bis 85 Prozent des Regens während des Monsun von Mai bis September. Die sechsmonatige Trockenzeit hat ihren Höhepunkt von Februar bis April. Die täglichen Durchschnittstemperaturen schwanken im Jahresverlauf zwischen 20 °C und 32 °C.
Der Boden der Chakaria Sundarbans ist schwefelsaurer Marschboden, der viel Jarosit enthält und mit Flächen extrem sauren Bodens durchsetzt ist. Aufgrund der Isolation vom Meer sind die Chakaria Sundarbans nicht mehr täglichen Überflutungen mit Brackwasser oder Meerwasser unterworfen. Stattdessen kommt es während gelegentlicher starker Regenfälle und während der periodischen Hochwasser des Matamuhori zu Überflutungen mit Süßwasser.

## Flora

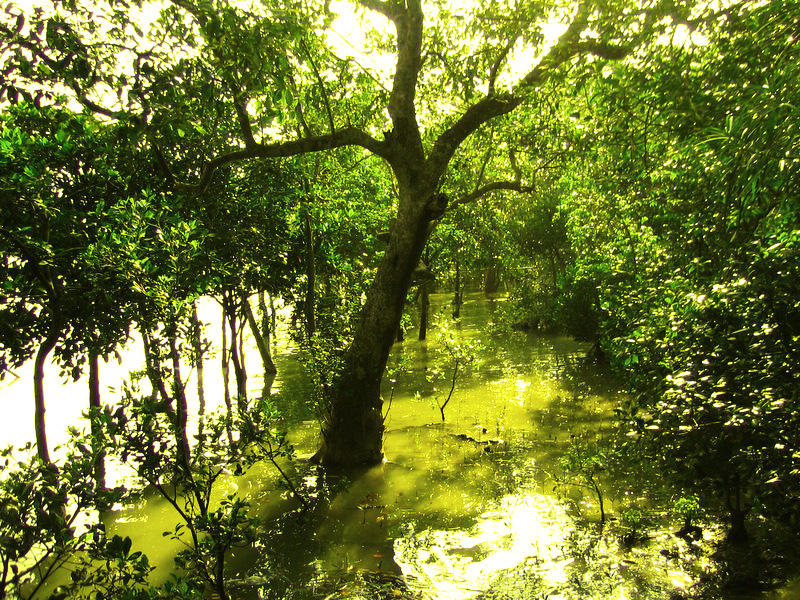
Mangrovenwald mit Sudari-Bäumen (Heritiera fomes)

Die natürliche Zusammensetzung der Flora der Chakaria Sundarbans entsprach weitgehend jener der Sundarbans an der südwestlichen Küste, mit Heritiera fomes als dominierender Mangrove. Der Salzgehalt des Bodens ist jedoch deutlich höher. Aus diesem Grund blieben die Mangroven kleiner, mit Wuchshöhen von maximal zwölf Meter, und salztolerante Arten waren häufiger. Die Nipapalme fehlte ebenso wie die in den Restmangroven der Küste von Chittagong dominierenden Sonneratia apetala und Excoecaria agallocha. Vorhanden waren jedoch Sonneratia griffithii, die deutlich zahlreichere Aegialitis rotundifolia und die Dalbergie Dalbergia spinosa. Nur ein kleiner Teil der Chakaria Sundarbans ist noch von Mangroven bewachsen, und die meisten von ihnen bilden nur noch Büsche aus. Im Jahr 2010 waren nur noch elf Bäume der einst dominierenden Heritiera fomes vorhanden.
| Art                     | Trivialname | Familie        | Anmerkungen           |
| ----------------------- | ----------- | -------------- | --------------------- |
| Acanthus ilicifolius    | Hargoza     | Acanthaceae    |                       |
| Aegialitis rotundifolia | Nuniagach   | Leguminosae    |                       |
| Avicennia alba          | Sada baen   | Acanthaceae    | Mangrove              |
| Avicennia officinalis   | Tiyan baen  | Acanthaceae    | Mangrove              |
| Bruguiera gymnorrhiza   | Kankra      | Rhizophoraceae | Mangrove              |
| Ceriops decandra        | Goran       | Rhizophoraceae | Unterholz             |
| Dalbergia spinosa       | Ananta kata | Papilionaceae  |                       |
| Excoecaria agallocha    | Gewa        | Euphorbiaceae  | dominierende Mangrove |
| Heritiera fomes         | Sundri      | Sterculiaceae  | dominierende Mangrove |
| Phoenix paludosa        | Hental      | Palmae         | Unterholz             |
| Sonneratia apetala      | Keora       | Lythraceae     |                       |
| Sonneratia griffithii   |             | Lythraceae     |                       |

## Fauna

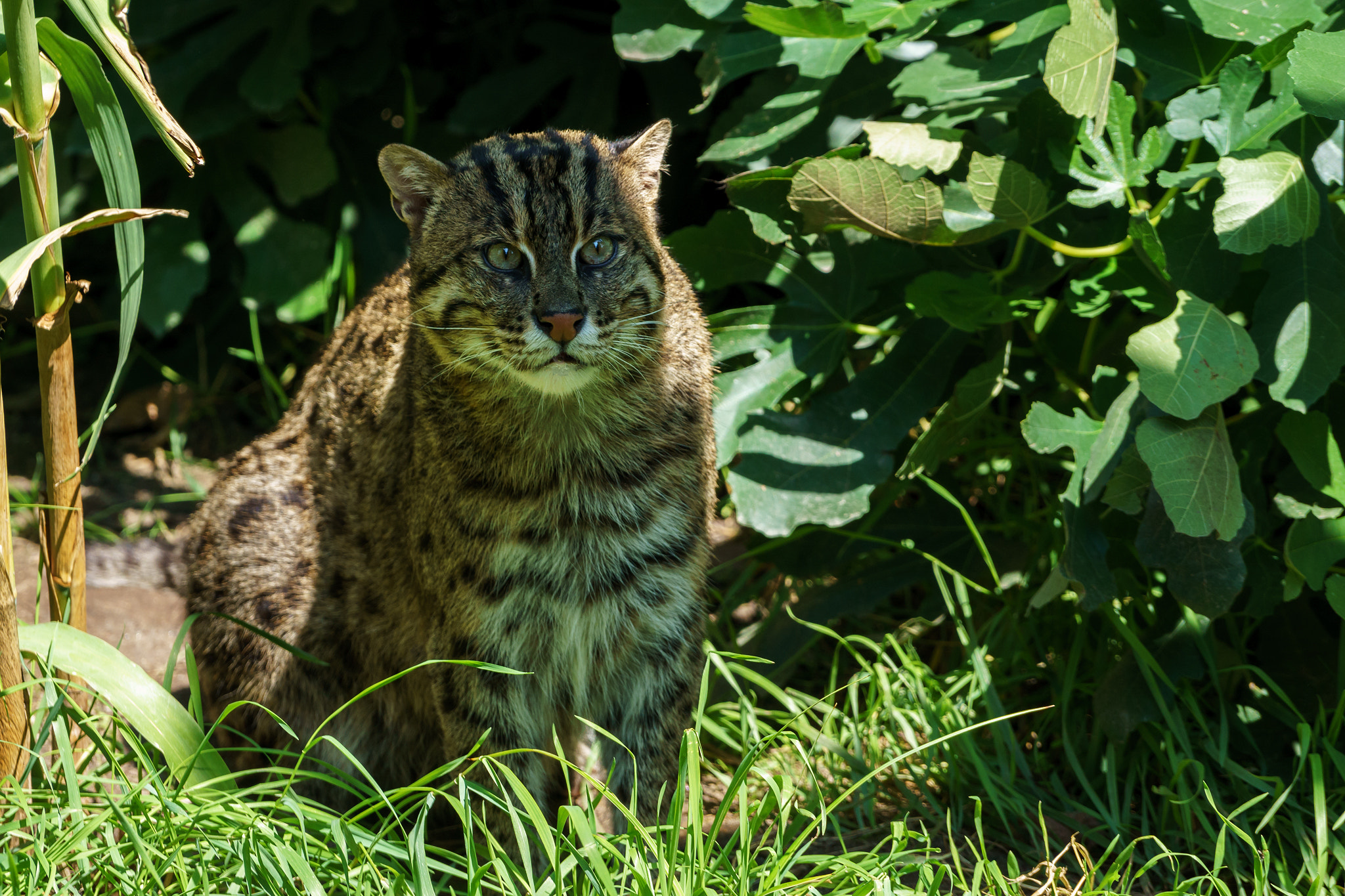
Fischkatze

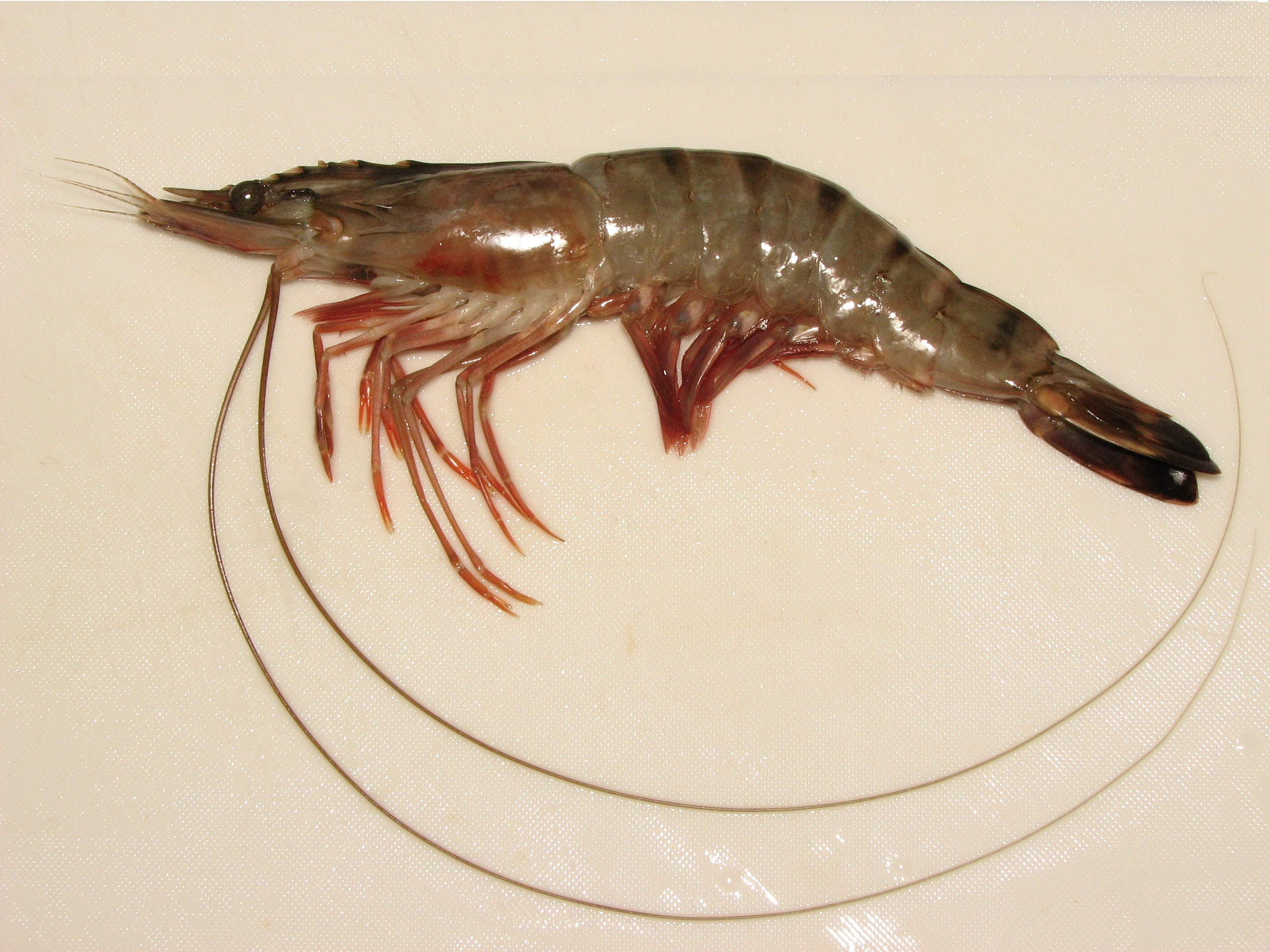
Schwarze Tigergarnele

Die Fauna der Chakaria Sundarbans ist nur unzureichend untersucht. Sie bleibt in ihrer Reichhaltigkeit deutlich hinter jener der Sundarbans an der indisch-bangladeschischen Grenze zurück. Es fehlen beispielsweise Tierarten wie der Bengaltiger, Krokodile oder der Axishirsch. Dennoch waren die unberührten Chakaria Sundarbans ein bedeutendes Zentrum der Biodiversität, die infolge der Umweltzerstörungen der letzten Jahrzehnte weitgehend verschwunden ist. Von der auch als Krabbenfresser bekannten Unterart Macaca fascicularis aurea des Javaneraffen, die in den südwestlichen Sundarbans nicht vorkommt, wurden 2001 noch zwei Gruppen mit insgesamt dreißig Tieren gemeldet. 2010 waren diese Gruppen verschwunden, der Javaneraffe gehört nicht mehr zu Fauna der Chakaria Sundarbans.
| Art                       | Trivialname                | Familie                                    | Anmerkungen                                   |
| ------------------------- | -------------------------- | ------------------------------------------ | --------------------------------------------- |
| Prionailurus viverrinus   | Fischkatze                 | Katzen (Felidae)                           |                                               |
| Herpestes urva            | Krabbenmanguste            | Mangusten (Herpestidae)                    |                                               |
| Hipposideros galeritus    | Cantor-Rundblattnase       | Rundblattnasen (Hipposideridae)            |                                               |
| Todiramphus chloris       | Halsbandliest              | Eisvögel (Alcedinidae)                     |                                               |
| Cacomantis sonneratii     | Sonneratkuckuck            | Kuckucke (Cuculidae)                       |                                               |
| Rostratula benghalensis   | Bunt-Goldschnepfe          | Goldschnepfen (Rostratulidae)              |                                               |
| Dendrelaphis pictus       | Gefleckte Bronzenatter     | Nattern (Colubridae)                       |                                               |
| Cerberus rhynchops        |                            | Wassertrugnattern (Homalopsidae)           |                                               |
| Limnonectes limnocharis   |                            | Dicroglossidae                             |                                               |
| Euphlyctis cyanophlyctis  |                            | Dicroglossidae                             |                                               |
| Pseudapocryptes elongatus |                            | Oxudercidae                                | ungefährdet (LC – Least Concern)              |
| Acanthopotamon martensi   |                            | Potamidae                                  | ungefährdet (LC – Least Concern)              |
| Lobothelphusa woodmasoni  |                            | Potamidae                                  | ungefährdet (LC – Least Concern)              |
| Metapenaeus brevicornis   |                            | Geißelgarnelen (Penaeidae)                 | ungefährdet (LC – Least Concern)              |
| Metapenaeus monoceros     |                            | Geißelgarnelen (Penaeidae)                 |                                               |
| Palaemon styliferus       |                            | Felsen- und Partnergarnelen (Palaemonidae) |                                               |
| Penaeus indicus           |                            | Geißelgarnelen (Penaeidae)                 |                                               |
| Penaeus monodon           | Schwarze Tigergarnele      | Geißelgarnelen (Penaeidae)                 | Garnele mit großer wirtschaftlicher Bedeutung |
| Scylla serrata            | Geriffelte Mangrovenkrabbe | Schwimmkrabben (Portunidae)                | ungefährdet (LC – Least Concern)              |

## Wirtschaftliche Nutzung

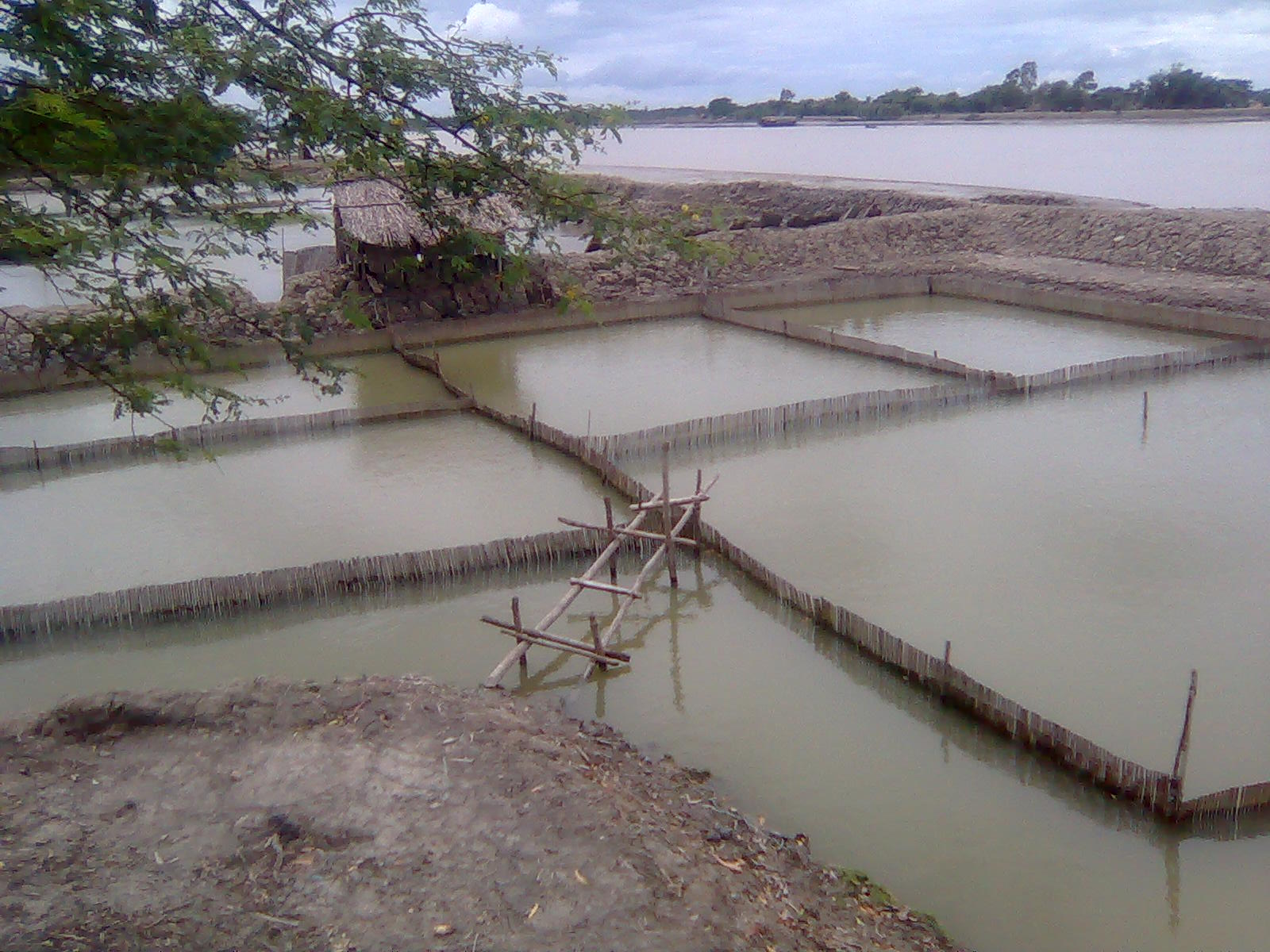
Typische Garnelenzucht im Distrikt Khulna, südwestliches Bangladesch

Der Holzeinschlag und die Küstenfischerei auf Fische und Garnelen war in den Chakaria Sundarbans eine wichtige Einkommensquelle. Schätzungen gehen von einer Wirtschaftsleistung von 200.000 bis 900.000 US-Dollar pro Hektar aus.
Die Mangroven waren der Lebensraum der Brut von Garnelen mit wirtschaftlicher Bedeutung, insbesondere die Schwarze Tigergarnele. Der Fang der postlarvalen Stadien und junger Garnelen zur weiteren Aufzucht in den Garnelenfarmen des Landes war eine wichtige Einkommensquelle, hunderttausende Bangladescher waren von Fang, Aufzucht und Verarbeitung der Garnelen abhängig. Dabei wurde der Beifang, vornehmlich andere Garnelen und Fische, rücksichtslos aussortiert und in großen Mengen auf die Strände geworfen. Es herrschte ein krasses Missverhältnis zwischen Beifang und Schwarzer Tigergarnele, die nur 0,75 bis 1,5 Prozent der Fänge ausmachten. Eine 1990 veröffentlichte Studie kam zu dem Ergebnis, dass für eine einzige Schwarze Tigergarnele 14 Garnelen anderer Arten, 21 Fische und 1631 andere Tiere des Zooplanktons getötet wurden. Die Fangmethode brachte eine dramatische Beeinträchtigung der übrigen Wasserfauna mit sich.
1977 wurden im Rahmen eines Regierungsprogramms zur Förderung der Garnelenzucht 2251 Hektar Mangrovenwald für Garnelenfarmen gerodet. 1982 folgten weitere 694 Hektar, zwischen 1985 und 1988 3577 Hektar, und in den Jahren 1995 und 1996 wurde der Rest für die Garnelenzucht freigegeben. Die Umwandlung von Mangrovenwald in Garnelenfarmen wurde von der Weltbank, der Asiatischen Entwicklungsbank und dem Entwicklungsprogramm der Vereinten Nationen massiv unterstützt. Dazu wurden Kleinunternehmer, die keinerlei Bezug zur Landwirtschaft oder Fischerei hatten, mit großzügigen Krediten zum Landerwerb und zum Aufbau der Unternehmen versorgt. Häufig handelte es sich bei den Nutznießern um Stadtbewohner, die das gepachtete Land an eine Kette von Subunternehmern verpachteten, die bis zum Ende der Kette über immer geringer werdende Landflächen verfügen konnten. Die wenigen nicht für Garnelenfarmen genutzten Flächen wurden zur Salzgewinnung und für Siedlungen genutzt. Durch die fast vollständige Abholzung des Mangrovenwalds wurde dieser Lebensraum zerstört, mit der Folge, dass den Küstenfischern und ihren Familien die seit Generationen vielfältig genutzte Lebensgrundlage entzogen war. Der wirtschaftliche Erfolg der Garnelenzucht bleibt langfristig hinter den durch sie verursachten Schäden und dem Verlust an Chancen durch nachhaltige Forstwirtschaft und Fischerei oder Ökotourismus zurück.

## Gefährdung und Schutz
Alle Mangrovenwälder von Bangladesch sind durch von Menschen verursachte Beeinträchtigungen bereits zerstört oder akut gefährdet. Dazu gehören der Klimawandel und der dadurch bedingte Anstieg des Meeresspiegels, die Flächenverluste durch Rodung und Überbauung, aber auch die Nutzung als Fläche für die Garnelenzucht. Eine mehrjährige Nutzung für diesen Zweck führt regelmäßig zu Umweltverschmutzungen in einem Ausmaß, das eine Wiederaufforstung mit Mangroven unmöglich macht. Der Verlust der Mangrovenwälder hat nicht nur dramatische Folgen für die Biodiversität der unmittelbar betroffenen Gebiete. Das Fehlen der Mangroven macht die nun offen liegenden Landflächen und die ganze Küstenlinie anfällig für die Bodenerosion. Der fehlende Schutz durch dichte Mangrovenwälder macht die menschlichen Siedlungen in Küstennähe anfällig für die Wirkung von Zyklonen und Tsunamis. Schließlich werden die Sedimentfracht der Flüsse erhöht und die natürlichen Ablagerungsmuster an ihren Mündungen verändert.
Die Chakaria Sundarbans waren der älteste und nach den Sundarbans der Südwestküste der zweitgrößte Mangrovenwald Bangladeschs. Bereits im Dezember 1903 sind 8510 Hektar unter Schutz gestellt worden. Dabei wurden 7490 Hektar als Reserve Forest geschützt. Damit wurde eine wirtschaftliche Nutzung angestrebt, für die 1913/1914 ein erster Nutzungsplan vorgelegt wurde. Die restlichen 1020 Hektar wurden als geschützter Wald einer wirtschaftlichen Nutzung entzogen. 1926 verpachtete die britische Kolonialverwaltung 1600 Hektar an 262 landlose Familien, damit sie sich dort ansiedeln konnten. In den folgenden 50 Jahren angefertigte Karten zeigen die Chakaria Sundarbans noch als geschlossenes Waldgebiet, die Größe der Bevölkerung und die durch sie bedingten Beeinträchtigungen des Mangrovenwalds nahmen jedoch stetig zu.
Ende der 1960er Jahr wurde der letzte Nutzungsplan vorgelegt. Zu diesem Zeitpunkt befanden sich die Chakaria Sundarbans durch Übernutzung bereits in einem so schlechten Zustand, dass der Einschlag von Bauholz auf die Dauer von zehn Jahren verboten und die gezielte Wiederaufforstung angeordnet wurde. Um die große Nachfrage nach Brennholz und Bauholz befriedigen zu können, wurden die Auflagen weitgehend ignoriert. Ende der 1970er Jahre begann das Regierungsprogramm, das den Ersatz von Waldflächen durch Aquakulturen zur Garnelenzucht vorsah. Bis 1986 gingen Tausende Hektar Mangrovenwald dadurch verloren, binnen weniger Jahre waren die Chakaria Sundarbans fast vollständig abgeholzt. Zugleich trat mit dem als Top Dying Disease bekannten Baumkronensterben der Mangroven eine Pflanzenkrankheit auf, die die Bestände weiter reduzierte. In den 1980er Jahren wurde der Holzeinschlag ganz verboten, es sind nur noch das Aufsammeln von Feuerholz und nicht-forstliche Nutzungen erlaubt.
Obgleich der Naturraum der Chakaria Sundarbans um das Jahr 2000 als vernichtet galt, ist wenige Jahre später auf Initiative der IUCN ein Programm zur Wiederaufforstung der Mangrovenwälder gestartet worden. Derartige Wiederaufforstungen stoßen auf große Schwierigkeiten, wenn keine Reste der natürlichen Vegetation mehr existieren, die als Vorlage für die Artenzusammensetzung dienen können. Bis 2014 waren nur wenige Anpflanzungen von Mangroven vorgenommen worden, und die Nutzung der Flächen für die Garnelenzucht und die Salzgewinnung dauerte an.